# Thomisus stigmatisatus
Thomisus stigmatisatus là một loài nhện trong họ Thomisidae.
Loài này thuộc chi Thomisus. Thomisus stigmatisatus được Charles Athanase Walckenaer miêu tả năm 1837.